# مصطفی کویاته
مصطفی کویاته (انگلیسی: Moustapha Kouyaté؛ زادهٔ ۳ مارس ۱۹۹۴) بازیکن فوتبال اهل گینه است.
وی همچنین در تیم ملی فوتبال گینه بازی کرده است.